# Thiais
Thiais é uma comuna francesa na região administrativa da Ilha de França, no departamento do Vale do Marne. Estende-se por uma área de 6,43 km². Em 2010 a comuna tinha 30 028 habitantes (densidade: 4 670 hab./km²).

## Toponímia
No século VIII, o autor do pouillé (um registro eclesiástico) chamou a cidade Tiès. Le Supplément de Dubreul deu mais tarde Tudaiſe. O pouillé impresso em 1626, em seguida, deu o nome de Theodoſe, neste de 1648 é Thiars. Em 1692 le Pelletier escreveu Thyais.
O nome Thiais provem de Theodaxium, formação latina forjada sobre um antropônimo de origem germânica que deu o prefixo Theod-, mencionado no políptico da Abadia de Saint-Germain-des-Prés, mas datando provavelmente da instalação dos Francos no território.

## História
O assentamento humano aparece no Neolítico. Na verdade, as escavações arqueológicas tornaram possível encontrar um depósito do fundidor da Idade do Bronze, consistindo de machados, martelos, braceletes, e uma série de estruturas que datam da Idade do ferro.
Na Antiguidade Romana, a presença humana ainda é atestada por estruturas e moedas.
A partir do século V, a vila está ligada à Abadia de Saint-Germain-des-Prés. Esta aldeia foi mencionada no século IX no Políptico de Irminon sob o nome de "Theodaxio". A abadia de Saint-Germain-des-Prés tinha 143 arpentes de vinha e, em 1248, libertou os servos com a condição de pagar 1200 libras.

## Demografia
| 1793  | 1800 | 1806 | 1821 | 1831  | 1836  | 1841  | 1846  | 1851  |
| ----- | ---- | ---- | ---- | ----- | ----- | ----- | ----- | ----- |
| 1 028 | 653  | 760  | 620  | 1 032 | 1 086 | 1 172 | 1 140 | 1 099 |

| 1856  | 1861  | 1866  | 1872  | 1876  | 1881  | 1886  | 1891  | 1896  |
| ----- | ----- | ----- | ----- | ----- | ----- | ----- | ----- | ----- |
| 1 155 | 1 268 | 1 462 | 1 364 | 1 760 | 2 120 | 2 591 | 2 616 | 2 771 |

| 1901  | 1906  | 1911  | 1921  | 1926  | 1931  | 1936  | 1946  | 1954   |
| ----- | ----- | ----- | ----- | ----- | ----- | ----- | ----- | ------ |
| 3 018 | 3 477 | 4 036 | 4 469 | 5 787 | 7 034 | 8 246 | 8 350 | 10 026 |

| 1962 | 1968   | 1975   | 1982   | 1990   | 1999   | 2005   | - | - |
| --- | ------ | ------ | ------ | ------ | ------ | ------ | - | - |
| 15 116 | 22 481 | 27 298 | 26 637 | 27 515 | 28 232 | 28 200 | - | - |
| Para os censos de 1962 a 2006 a população legal corresponde à popolução sem duplicidades, segundo define o INSEE. |        |        |        |        |        |        |   |   |

## Geminação
- Einbeck (Alemanha) desde 1962.